# هانغل

هانغل

تُستخدم الأبجدية الكورية، والمعروفة باسم هانغل (بالكورية: 한글، وتلفظ ‎[ha:n.ɡɯl]‏) في كوريا الجنوبية وكوريا الشمالية، في كتابة اللغة الكورية منذ نشأتها في القرن الخامس عشر على يد الملك سيجونغ العظيم.
إنها نظام الكتابة الرسمي في الكوريتين الجنوبية والشمالية. تُعتبر نظام الكتابة الرسمي المشترك في ولاية يانبيان الكورية المستقلة ومقاطعة تشانغباي الكورية المستقلة في مقاطعة جيلين، بالصين. كما تُستخدم أحيانًا في كتابة لغة جيا- جيا التي يُتحدث بها بالقرب من مدينة باو باو، بإندونيسيا. طور واستخدم عالم اللغة التايواني إكسيو كودي (1987) أبجدية هانغل المُعدلة لتُمثل لغة هوكين التايوانية المنطوقة، دعمه أنغ أوي-جين لاحقًا.
تتكون أبجدية هانغل في الأصل عند إنشائها من 28 حرفًا منها 17 حرفًا ساكنًا و11 حرفًا متحركًا، تتكون أبجدية هانغل الحديثة من إجمالي 24 حرفًا منها 14 حرفًا ساكنًا و10 حروف متحركة، بعد إلغاء 4 حروف. قُدر إجمالي عدد الحروف في كوريا الشمالية ب40 حرفًا. تتكون الأبجدية من 19 حرفًا ساكنًا و21 حرفًا متحركًا، بالإضافة إلى احتوائها على 5 حروف متحركة متوترة و6 حروف متحركة مركبة ومعقدة.
تُكتب الحروف الكورية على شكل مجموعات مقطعية بالأحرف الأبجدية مُرتبة في بعدين. وصفها بعض اللغويين بـ«الأبجدية المقطعية»، نظرًا لأنها تجمع بين مزايا أنظمة الكتابة الأبجدية والمقطعية. كُتبت النصوص الكورية عادةً من أعلى إلى أسفل، ومن اليمين إلى اليسار، مثل: الكتابة الصينية التقليدية، ولا تزال تُكتب أحيانًا بهذه الطريقة لأغراض أسلوبية. تُكتب عادةً في الوقت الحاضر من اليسار إلى اليمين مع وجود مسافات بين الكلمات وعلامات ترقيم على النمط الغربي.
يعتبرها بعض اللغويين من بين أكثر أنظمة الكتابة الصحيحة صوتيًا المُستخدمة اليوم. أحد مزايا هانغل هو أشكال حروفها الساكنة إذ تحاكي على ما يبدو أشكال فم المتحدث عند نطق كل حرف ساكن.

## الأسماء

### أسماء رسمية
الاسم الأصلي للأبجدية الكورية هو هونمينجونغم (훈민정음)، وهو الاسم الذي أطلقه عليها الملك سيجونغ العظيم في عام 1443. هونمينجونغم هو أيضًا اسم المستند الذي فسر كيف صُنعت طريقة الكتابة الجديدة في 1446.
أطلق عالم اللغويات الكورية جو سيكيونغ اسم هانغل على الأبجدية الكورية لأول مرة في عام 1912. يجمع الاسم الكلمة الكورية القديمة هان (한)، والتي تعني عظيم، والكلمة غل (글)، والتي تعني كتابة. تستخدم الكلمة هان لتشير لكوريا بشكل عام، لهذا يعني الاسم أيضًا «الكتابة الكورية».
يطلق الكوريون الشماليون على الأبجدية اسم جوسونغل، نسبة لجوسون، وهو الاسم الكوري الشمالي لكوريا.

### أسماء أخرى
حتى منتصف القرن العشرين، فضلت النخبة الكورية الكتابة استخدام الرموز الصينية المعروفة بالهانجا. وكانوا يطلقون على الهانجا جينسو (진서/真書) أو «الأحرف الحقيقية». يقول البعض أن النخبة الكورية كانت تشير إلى الأبجدية الكورية بأمكل (암클) بمعنى «كتابة النساء»، وآهِتغل (아했글) بمعنى «كتابة الأطفال»، على سبيل السخرية، لكن لا يوجد دليل على ذلك.
داعمي الأبجدية الكورية أشاروا إليها بجونغم (정음/正音) بمعنى «النطق الصحيح»، وكوكمون (국문/國文) بمعنى «كتابة الأمة»، وأونمون (언문/諺文) بمعنى «الكتابة المحلية».

## التاريخ

### النشأة
كتب الكوريون أولًا باستخدام الصينية الكلاسيكية إلى جانب أنظمة الكتابة الصوتية الأصلية التي سبقت الأبجدية الكورية الحديثة بمئات السنين، قبل إنشاء الأبجدية الكورية الجديدة، بما في ذلك أيدو سكربت وهيانغشل وغيغيول وغاكبل. ومع ذلك، كان كثير من الكوريين من الطبقة الدنيا أميين، بسبب الاختلافات الأساسية بين اللغتين الكورية والصينية وعدد الرموز الكبير. أنشأ وأعلن الملك الرابع من سلالة جوسون الحاكمة، يجونغ العظيم، شخصيًا أبجدية جديدة، لتشجيع محو الأمية بين عامة الناس.
صُممت الأبجدية الكورية كي تُمكن الأشخاص الذين لديهم القليل من التعليم من تعلم القراءة والكتابة. هناك قول شائع حول الأبجدية: » يمكن للشخص الذكي أن يُلم بها قبل انتهاء الصباح؛ حتى الشخص الغبي يمكنه تعلمها في خلال عشرة أيام«.

### المعارضة
لاقت الأبجدية الكورية معارضة في أربعينات القرن الخامس عشر من قبل النخبة الأدبية، ومنها تشوي مانري وكونفوشيين كوريين آخرين. فكانوا على اعتقاد بأن الهانجا هي نظام الكتابة الشرعي الوحيد. وكذلك رأوا أن في انتشار الأبجدية الكورية تهديدًا لمراكزهم. وعلى الرغم من ذلك، دخلت الأبجدية الكورية الثقافة الشعبية كما هدف الملك سيجونغ، وشاعت بين النساء وكاتبي الحكايات الشعبية بشكل خاص.
منع الملك يونسان دراسة ونشر الأبجدية الكورية في 1504، بعد أن صدر مستند ينتقده. كذلك، أبطل الملك جنغجونغ وزارة الأونمون في عام 1506، وهي منشأة حكومية تهتم بالهانغل والأبحاث المتعلقة بها.

### الإحياء
شهدت آواخر القرن السادس عشر عملية إحياء للأبجدية الكورية مصاحبة لازدهار شعر السيجو وشعر الكاسا. وفي القرن ال17، أصبحت الروايات المكتوبة بالأبجدية الكورية من أهم أنواع الروايات. لكن لأن الأبجدية الكورية اُستخدمت لوقت طويل دون قواعد كتابية موحدة، أصبح الإملاء غير منتظم إلى حد ما.
وبفضل القومية الكورية النامية، ودفعة مصلحي الجابو، وترويج المبشرين الغرب للأبجدية الكورية في المدارس والأدب، تم اعتماد هانغل الأبجدية الكورية في المستندات الرسمية لأول مرة في 1894. بدأت نصوص المدارس الابتدائية باستعمال الأبجدية الكورية في 1895، وكانت صحيفة دونغنيب شينمون، التي تأسست في 1896، أول صحيفة تُطبع بالكورية والإنجليزية.

### الإصلاحات والمنع تحت الحكم الياباني
بعد ضم كوريا لليابان في عام 1910، أصبحت اللغة اليابانية هي اللغة الرسمية لكوريا. ومع هذا، استمر تعليم الأبجدية الكورية في المدارس التي تأسست تأسسًا كوريًا بعد الضم، وكانت الكورية تكتب بمزيج من الهانجا والهانغل تأثرا باللغة اليابانية؛ إذ كانوا يكتبون الجذور المعجمية بالهانجا والأساليب النحوية بالهانغل.
تم تنظيم قواعد الكتابة بالأبجدية الكورية بشكل جزئي في عام 1912، عندما اقتصر الحرف المتحرك آ ريه آ (ㆍ) -الذي قد اختفى الآن- على الجذور الصينية الكورية؛ تم تحديد الحروف الساكنة المفخمة لتصبح ㅺ، وㅼ، وㅽ، وㅆ، وㅾ واقتصرت الحروف الساكنة في نهاية المقطع على ㄱ، وㄴ، وㄹ، وㅁ، وㅂ، وㅅ، وㅇ، وㄺ، وㄻ وㄼ . مُيزت الأحرف المتحركة الممدوة بنقطة على يسار المقطع، لكن تم الاستغناء عنها في 1921.
حدث إصلاح استعماري آخر في 1930. حُذف حرف آ ريه آ؛ غُيرت الأحرف الساكنة المفخمة إلى ㄲ، وㄸ، وㅃ، وㅆ وㅉ، وسمُح بالمزيد من الأحرف الساكنة في نهاية المقطع وهي ㄷ، وㅈ، وㅌ، وㅊ، وㅍ، وㄲ، وㄳ، وㄵ، وㄾ، وㄿ وㅄ، فأصبح هناك تجانس أكثر بين النطق والصرف في قواعد الكتابة. كان الحرف السكان المزدوج ㅆ يكتب منفردًا (بدون حرف متحرك) عند وقوعه بين اسمين، وحلت الآداة 가 مكان 이 في التعريف عن المبتدأ المنتهي بحرف متحرك.
جو سيكيونغ، عالم اللغة الذي أطلق مصطلح هانغل ليأخذ مكان أونمون أو «الكتابة المحلية» في 1912، أسس جمعية أبحاث اللغة الكورية (والتي تغير اسمها ليصبح جمعية الهانغل فيما بعد)، وقد أعادت من تشكيل قواعد الكتابة الكورية مرة أخرى مع نظام الهانغل الموحد في 1933. كان التغيير الأساسي هو جعل الأبجدية الكورية متجانسة نطقًا وصرًفا قدر الإمكان باستخدام الأحرف الموجودة بالفعل.
منعت اليابان تعليم اللغة الكورية في المدارس في عام 1938 كجزء من سياسة الاستيعاب الثقافي، وحُظرت جميع منشورات اللغة الكورية في 1941.

### تغييرات أخرى
نُشرت قواعد كتابة الأبجدية الكورية الحديثة في 1946، مباشرة بعد استقلال كوريا عن الحكم الياباني. وفي 1948، حاولت كوريا الشمالية أن تجعل الكتابة متناسقة نطقًا وصرفًا بشكل كامل عن طريق إضافة أحرف جديدة، وفي 1953، حاول إي سنغ مان في كوريا الجنوبية أن يبسط من قواعد الكتابة عن طريق إعادة قواعد الكتابة الاستعمارية لعام 1921، لكن التغييرين تُركا بعد بضع سنوات.
استخدمت كل من كوريا الشمالية وكوريا الجنوبية الأبجدية الكورية أو الكتابة المختلطة من الهانغل والهانجا كطريقة الكتابة الرسمية، مع استخدام الهانجا بشكل أقل فأقل. وفي بداية السبعينيات، بدأ استخدام  الهانجا في الكتابة الدعائية والغير رسمية ينخفض تدريجيًا في كوريا الجنوبية، بسبب التدخل الحكومي، والآن تستخدم بعض الصحف الكورية الجنوبية الهانجا فقط للتعبير عن الاختصارات أو للتفريق بين الكلمات المتشابهة. وقد انتشر جدل كبير عن مستقبل الهانجا في كوريا الجنوبية. فرضت كوريا الشمالية الأبجدية الكورية كنظام الكتابة الوحيد في 1949، ومُنع استعمال الهانجا تمامًا.

### الاستعمال المعاصر
تحاول جمعية الهونمينجونغم نشر استخدام الأبجدية الكورية في البلدان الآسيوية التي لا تملك نظام كتابة. في 2009، اعتُمدت الأبجدية الكورية بشكل غير رسمي لكتابة لغة جيا - جيا في بلدة باو باو، في سولاوسي الجنوبية الشرقية، إندونيسيا. أثار عدد من الإندونيسيين المتحديثن بلغة جيا - جيا ضجة إعلامية عند زيارتهم لسول، واستقبلهم لدى وصولهم أوه سِهون، محافظ سول. وفي أكتوبر 2012، أُكد فشل محاولة نشر استعمال الأبجدية الكورية في إندونيسيا. إلا أنه هناك من لا يزال يستخدام الأبجدية الكورية في المنزل أو بشكل غير رسمي.

## الأحرف
تعرف الأحرف في اللغة الكورية بجامو (자무). هناك 19 حرفًا ساكنًا و 21 حرفًا متحركًا في الأبجدية الحديثة. تمت تسمية الأحرف لأول مرة في هونمونغجاهوي، وهو كتاب هانجا من تأليف تشوي سِجين.

### الأحرف الساكنة
يوضح الجدول التالي الأحرف الساكنة ال19 بترتيب كوريا الجنوبية وما يقابلها في الرومنة الكورية المنقحة، والأبجدية الصوتية الدولية، وأقرب نطق بالأحرف العربية.
| هانغل    | هانغل                    | ㄱ  | ㄲ      | ㄴ  | ㄷ  | ㄸ      | ㄹ  | ㅁ  | ㅂ  | ㅃ      | ㅅ  | ㅆ      | ㅇ      | ㅈ   | ㅉ   | ㅊ    | ㅋ     | ㅌ     | ㅍ   | ㅎ  |
| المبدئية | الرومنة                  | g   | kk      | n   | d   | tt      | r   | m   | b   | pp      | s   | ss      | '       | j    | jj   | ch    | ḳ      | ṭ      | p̣    | h   |
| المبدئية | الأبجدية الصوتية الدولية | ‎/k/‏ | ‎/k͈/‏     | ‎/n/‏ | ‎/t/‏ | ‎/t͈/‏     | ‎/ɾ/‏ | ‎/m/‏ | ‎/p/‏ | ‎/p͈/‏     | ‎/s/‏ | ‎/s͈/‏     | silent  | ‎/tɕ/‏ | ‎/t͈ɕ/‏ | ‎/tɕʰ/‏ | ‎/kʰ/‏   | ‎/tʰ/‏   | ‎/pʰ/‏ | ‎/h/‏ |
| المبدئية | أقرب نطق                 | گ   | ك مشددة | ن   | د   | ت مشددة | ر   | م   | ب   | ب مشددة | س   | س مشددة | صامت    | ج    | تج   | تش    | ك+هواء | ت+هواء | پ    | ه   |
| النهائية | الرومنة                  | k   | k       | n   | t   | –       | l   | m   | p   | –       | t   | t       | ng      | t    | –    | t     | k      | t      | p    | t   |
| النهائية | الأبجدية الصوتية الدولية | ‎/k̚/‏ | ‎/k̚/‏     | ‎/n/‏ | ‎/t̚/‏ | –       | ‎/ɭ/‏ | ‎/m/‏ | ‎/p̚/‏ | –       | ‎/t̚/‏ | ‎/t̚/‏     | ‎/ŋ/‏     | ‎/t̚/‏  | –    | ‎/t̚/‏   | ‎/k̚/‏    | ‎/t̚/‏    | ‎/p̚/‏  | ‎/t̚/‏ |
| النهائية | أقرب نطق                 | ك   | ك       | ن   |     | -       | ل   | م   | ب   | -       | ت   | ت       | ن أنفية | ت    | -    | ت     | ك      | ت      | ب    | ت   |

ㅇهو حرف معدول بادئ للمقطع ويستخدم عندما يبدأ المقطع بحرف متحرك. لا يستخدم ك ㄸ، وㅃ، وㅉ كأحرف نهائية مطلقًا.
تنقسم الأحرف الساكنة إلى أحرف انسدادية (أصوات تقع عندما يتوقف تيار الهواء تمامًا (مثل الصوامت الانفجارية) أو عندما يمر في ممر ضيق (مثل الصوامت الاحتكاكية) وأحرف اهتزازية (أصوات تقع عندما يمر تيار الهواء بدون أي حواجز تقريا عبر الفم، أو الأنف، أو كليهما). يوضح الجدول التالي الأحرف الساكنة الكورية وتصنيفاتها.
|          |                 |              | شفتانية | لثوية | غارية لثوية | طبقية | حنجرية |
| -------- | --------------- | ------------ | ------- | ----- | ----------- | ----- | ------ |
| انسدادية | انفجارية        | مرخية        | ㅂ      | ㄷ    |             | ㄱ    |        |
| انسدادية | انفجارية        | مشدودة       | ㅃ      | ㄸ    |             | ㄲ    |        |
| انسدادية | انفجارية        | مليئة بالنفس | ㅍ      | ㅌ    |             | ㅋ    |        |
| انسدادية | احتكاكية        | مرخية        |         | ㅅ    |             |       | ㅎ     |
| انسدادية | احتكاكية        | مشدودة       |         | ㅆ    |             |       |        |
| انسدادية | موقوفة احتكاكية | مرخية        |         |       | ㅈ          |       |        |
| انسدادية | موقوفة احتكاكية | مشدودة       |         |       | ㅉ          |       |        |
| انسدادية | موقوفة احتكاكية | مليئة بالنفس |         |       | ㅊ          |       |        |
| اهتزازية | أنفية           | أنفية        | ㅁ      | ㄴ    |             | ㅇ    |        |
| اهتزازية | سائلية          | سائلية       |         | ㄹ    |             |       |        |

كل الأحرف الانسدادية الكورية أحرف خفية لعدم اهتزاز الحنجرة عند نطق الأحرف، ويفرق بينهم ملء النفس وشدة النطق. تقع الأحرف الساكنة المشدودة عن طريق انقباض الأحبال الصوتية بينما تنطق الأحرف المليئة بالنفس (مثل ㅍ) عن طريق فتح الأحبال الصوتية.
السواكن الاهتزازية الكورية جميها أحرف مجهورة.

### الأحرف المتحركة
يوضح الجدول التالي الأحرف المتحركة ال21 بترتيب كوريا الجنوبية وما يقابلها في الرومنة الكورية المنقحة، والأبجدية الصوتية الدولية، وأقرب نطق بالأحرف العربية.
| هانغل                    | ㅏ  | ㅐ  | ㅑ   | ㅒ   | ㅓ  | ㅔ  | ㅕ   | ㅖ   | ㅗ  | ㅘ   | ㅙ   | ㅚ         | ㅛ   | ㅜ  | ㅝ   | ㅞ   | ㅟ         | ㅠ   | ㅡ  | ㅢ     | ㅣ  |
| الرومنة المنقحة          | a   | ae  | ya   | yae  | eo  | e   | yeo  | ye   | o   | wa   | wae  | oe         | yo   | u   | wo   | we   | wi         | yu   | eu  | ui/ yi | i   |
| الأبجدية الصوتية الدولية | ‎/a/‏ | ‎/ɛ/‏ | ‎/ja/‏ | ‎/jɛ/‏ | ‎/ʌ/‏ | ‎/e/‏ | ‎/jʌ/‏ | ‎/je/‏ | ‎/o/‏ | ‎/wa/‏ | ‎/wɛ/‏ | ‎/ø/ ~ [we]‏ | ‎/jo/‏ | ‎/u/‏ | ‎/wʌ/‏ | ‎/we/‏ | ‎/y/ ~ [ɥi]‏ | ‎/ju/‏ | ‎/ɯ/‏ | ‎/ɰi/‏   | ‎/i/‏ |
| أقرب نطق                 | فتح | إِه  | يا   | يِه   | آه  | إ   | ي-آه | يِ    | أوه | وا   | وِه   | وِ          | يوه  | ضم  | وو   | وِ    | وي         | يُو   | إء  | إي     | كسر |

تنقسم الأحرف المتحركة إلى قسمين: أصوات مفردة وأصوات مزدوجة. الأصوات المفردة هي التي تنتج عن حركة واحدة. والأصوات المزدوجة هي التي تنتج عند حدوث انتقال انسيابي من حركة لحركة أخرى.

## الترتيب الأبجدي
يعرف الترتيب الأبجدي للأحرف الكورية بترتيب غانادا (가나다) نسبة لأول ثلاثة أحرف في الأبجدية. ولا يخلط الترتيب الأبجدي للأحرف الكورية بين الأحرف الساكنة والمتحركة، بل يبدأ بالأحرف الساكنة ثم ينتقل إلى الأحرف المتحركة.

### الترتيبات القديمة
تأثر ترتيب الأحرف في هونمينجونغم بالتصنيف الصيني للأصوات الساكنة، وجاء على النحو التالي:
ㄱ ㅋ ㆁ ㄷ ㅌ ㄴ ㅂ ㅍ ㅁ ㅈ ㅊ ㅅ ㆆ ㅎ ㅇ ㄹ ㅿ
ㆍ ㅡ ㅣ ㅗ ㅏ ㅜ ㅓ ㅛ ㅑ ㅠ ㅕ
وفي 1527، أعاد تشوي سِجين ترتيب الأحرف في هونمونغجاهوي كالتالي:
ㄱ ㄴ ㄷ ㄹ ㅁ ㅂ ㅅ ㆁ ㅋ ㅌ ㅍ ㅈ ㅊ ㅿ ㅇ ㅎ
ㅏ ㅑ ㅓ ㅕ ㅗ ㅛ ㅜ ㅠ ㅡ ㅣ ㆍ
وهذا الترتيب هو أساس الترتيب الأبجدي الحديث. وكان قبل تطوير الأصوات الساكنة المشددة والأحرف المزدوجة التي مثلتهم، وقبل جمع حرفي ㅇ (') و ㆁ(ن أنفية).

### ترتيب الأحرف في كوريا الجنوبية
في الترتيب الكوري الجنوبي، تأتي الأحرف المزدوجة بعد نظائرها المفردة، ويكون الترتيب هكذا:
ㄱ ㄲ ㄴ ㄷ ㄸ ㄹ ㅁ ㅂ ㅃ ㅅ ㅆ ㅇ ㅈ ㅉ ㅊ ㅋ ㅌ ㅍ ㅎ
ㅏ ㅐ ㅑ ㅒ ㅓ ㅔ ㅕ ㅖ ㅗ ㅘ ㅙ ㅚ ㅛ ㅜ ㅝ ㅞ ㅟ ㅠ ㅡ ㅢ ㅣ
يبدأ كل مقطع بحرف ساكن (أو ㅇ المعدولة) يتبعه حرف متحرك (على سبيل المثال ㄷ + ㅏ = 다). بعض المقاطع تنتهي بحرف ساكن أو حروف ساكنة مجتمعة مثل "달" و "닭" (يسمى الحرف الساكن النهائي في الكورية بادتشيم). عليه، هناك 399 تكوينات محتملة للمقاطع المكونة من حرفين و10,773 تكوينات محتملة للمقاطع المكونة من أكثر من حرفين، ويكون مجموع التكوينات المحتملة هو 11,172 تكوينات من الأحرف الكورية.
ترتيب الأحرف المكونة للمقاطع (بما فيها الأحرف الكورية القديمة) الموضح في KS X 1026-1 (ترجمة إنجليزية غير رسمية) الوطني المتعارف عليه لكوريا الجنوبية يكون كالتالي:
الأحرف الساكنة المبدئية: ᄀ, ᄁ, ᅚ, ᄂ, ᄓ, ᄔ, ᄕ, ᄖ, ᅛ, ᅜ, ᅝ, ᄃ, ᄗ, ᄄ, ᅞ, ꥠ, ꥡ, ꥢ, ꥣ, ᄅ, ꥤ, ꥥ, ᄘ, ꥦ, ꥧ, ᄙ, ꥨ, ꥩ, ꥪ, ꥫ, ꥬ, ꥭ, ꥮ, ᄚ, ᄛ, ᄆ, ꥯ, ꥰ, ᄜ, ꥱ, ᄝ, ᄇ, ᄞ, ᄟ, ᄠ, ᄈ, ᄡ, ᄢ, ᄣ, ᄤ, ᄥ, ᄦ, ꥲ, ᄧ, ᄨ, ꥳ, ᄩ, ᄪ, ꥴ, ᄫ, ᄬ, ᄉ, ᄭ, ᄮ, ᄯ, ᄰ, ᄱ, ᄲ, ᄳ, ᄊ, ꥵ, ᄴ, ᄵ, ᄶ, ᄷ, ᄸ, ᄹ, ᄺ, ᄻ, ᄼ, ᄽ, ᄾ, ᄿ, ᅀ, ᄋ, ᅁ, ᅂ, ꥶ, ᅃ, ᅄ, ᅅ, ᅆ, ᅇ, ᅈ, ᅉ, ᅊ, ᅋ, ꥷ, ᅌ, ᄌ, ᅍ, ᄍ, ꥸ, ᅎ, ᅏ, ᅐ, ᅑ, ᄎ, ᅒ, ᅓ, ᅔ, ᅕ, ᄏ, ᄐ, ꥹ, ᄑ, ᅖ, ꥺ, ᅗ, ᄒ, ꥻ, ᅘ, ᅙ, ꥼ, (U+115F)
الأحرف المتحركة الوسطية: (U+1160), ᅡ, ᅶ, ᅷ, ᆣ, ᅢ, ᅣ, ᅸ, ᅹ, ᆤ, ᅤ, ᅥ, ᅺ, ᅻ, ᅼ, ᅦ, ᅧ, ᆥ, ᅽ, ᅾ, ᅨ, ᅩ, ᅪ, ᅫ, ᆦ, ᆧ, ᅿ, ᆀ, ힰ, ᆁ, ᆂ, ힱ, ᆃ, ᅬ, ᅭ, ힲ, ힳ, ᆄ, ᆅ, ힴ, ᆆ, ᆇ, ᆈ, ᅮ, ᆉ, ᆊ, ᅯ, ᆋ, ᅰ, ힵ, ᆌ, ᆍ, ᅱ, ힶ, ᅲ, ᆎ, ힷ, ᆏ, ᆐ, ᆑ, ᆒ, ힸ, ᆓ, ᆔ, ᅳ, ힹ, ힺ, ힻ, ힼ, ᆕ, ᆖ, ᅴ, ᆗ, ᅵ, ᆘ, ᆙ, ힽ, ힾ, ힿ, ퟀ, ᆚ, ퟁ, ퟂ, ᆛ, ퟃ, ᆜ, ퟄ, ᆝ, ᆞ, ퟅ, ᆟ, ퟆ, ᆠ, ᆡ, ᆢ
الأحرف الساكنة النهائية: (لا شيء), ᆨ, ᆩ, ᇺ, ᇃ, ᇻ, ᆪ, ᇄ, ᇼ, ᇽ, ᇾ, ᆫ, ᇅ, ᇿ, ᇆ, ퟋ, ᇇ, ᇈ, ᆬ, ퟌ, ᇉ, ᆭ, ᆮ, ᇊ, ퟍ, ퟎ, ᇋ, ퟏ, ퟐ, ퟑ, ퟒ, ퟓ, ퟔ, ᆯ, ᆰ, ퟕ, ᇌ, ퟖ, ᇍ, ᇎ, ᇏ, ᇐ, ퟗ, ᆱ, ᇑ, ᇒ, ퟘ, ᆲ, ퟙ, ᇓ, ퟚ, ᇔ, ᇕ, ᆳ, ᇖ, ᇗ, ퟛ, ᇘ, ᆴ, ᆵ, ᆶ, ᇙ, ퟜ, ퟝ, ᆷ, ᇚ, ퟞ, ퟟ, ᇛ, ퟠ, ᇜ, ퟡ, ᇝ, ᇞ, ᇟ, ퟢ, ᇠ, ᇡ, ᇢ, ᆸ, ퟣ, ᇣ, ퟤ, ퟥ, ퟦ, ᆹ, ퟧ, ퟨ, ퟩ, ᇤ, ᇥ, ᇦ, ᆺ, ᇧ, ᇨ, ᇩ, ퟪ, ᇪ, ퟫ, ᆻ, ퟬ, ퟭ, ퟮ, ퟯ, ퟰ, ퟱ, ퟲ, ᇫ, ퟳ, ퟴ, ᆼ, ᇰ, ᇬ, ᇭ, ퟵ, ᇱ, ᇲ, ᇮ, ᇯ, ퟶ, ᆽ, ퟷ, ퟸ, ퟹ, ᆾ, ᆿ, ᇀ, ᇁ, ᇳ, ퟺ, ퟻ, ᇴ, ᇂ, ᇵ, ᇶ, ᇷ, ᇸ, ᇹ

## أسماء الأحرف
تعود تسمية الأبجدية الكورية لتشوي سِجين في 1527 في كتاب هونمونغجاهوي. تستخدم كوريا الجونبية أسماء تشوي سِجين التقليدية، والتي تتبع معظمها نمط الحرف + ㅣ (إي) + ㅡ (إء) + الحرف لتوضيح نطق الأحرف في بداية ونهاية المقطع. عبر تشوي سِجين عن هذه الأسماء مستخدمًا رموز هانجا لها نفس النطق. لكن لعدم وجود المقاطع 윽 (إغ)، و읃 (إد)، و읏 (إت) في الهانجا، عدل سِجين أسماء الأحرف ㄱ، وㄷ، وㅅ إلى 기역 (غييوك)، و디귿 (ديغت)، و시옷 (شييوت).
في الأصل، أعطى تشوي الأحرفㅈ، وㅊ، وㅋ، وㅌ، وㅍ، وㅎ أسماء شاذة من مقطع واحد وهي 지 (جي)، و치 (تشي)، و티 (تي)، و키 (كي)، و피 (پي)، و히 (هي)، لأنه لم يكن من الممكن استخدامها في آخر المقطع في ذلك الوقت. لكن بعد تأسيس نظام الكتابة الجديد في 1933، والذي سمح لجميع الأحرف بأن تكون في نهاية المقطع، تم تغيير أسماء تلك الأحرف لتصبح كما هي الآن.

### في كوريا الشمالية
يوضح الجدول التالي أسماء الأحرف الساكنة في كوريا الشمالية. نطق الأحرف موضح بالرومنة المتبعة الكورية في كوريا الشمالية، مع أقرب نطق مقابل بالعربية. تُوصف الأحرف المشددة بالكلمة 된 (دوين) والتي تعني «قاسي».
| الحرف           | ㄱ   | ㄴ   | ㄷ   | ㄹ   | ㅁ   | ㅂ   | ㅅ   | ㅈ   | ㅊ    | ㅋ   | ㅌ   | ㅍ   | ㅎ   | ㄲ        | ㄸ       | ㅃ       | ㅆ       | ㅇ    | ㅉ       |
| الاسم           | 기윽 | 니은 | 디읃 | 리을 | 미음 | 비읍 | 시읏 | 지읒 | 치읓  | 키읔 | 티읕 | 피읖 | 히읗 | 된기윽    | 된디읃   | 된비읍   | 된시읏   | 이응  | 된지읒   |
| الرومنة الكورية | giŭk | niŭn | diŭt | riŭl | miŭm | piŭp | siŭt | jiŭt | chiŭt | ḳiŭk | ṭiŭt | p̣iŭp | hiŭt | toen'giŭk | toendiŭt | toenbiŭp | toensiŭt | 'iŭng | toenjiŭt |
| أقرب نطق        | غييك | نيين | دييت | رييل | مييم | بييب | شييت | جييت | تشييت | كييك | تييت | پييب | هييت | دوينغييك  | دويندييت | دوينبييب | دوينشييت | ايينغ | دوينجييت |

توجد طريقة أخرى للإشارة للأحرف في كوريا الشمالية، وهي الحرف + ㅡ (إء)، على سبيل المثال 그 (غِ) للحرف ㄱ.
كما هو الحال في كوريا الجنوبية، يُشار للأحرف المتحركة بالصوت الذي تدل عليه.

### في كوريا الجنوبية
يوضح الجدول التالي أسماء الأحرف الساكنة في كوريا الجنوبية. نطق الأحرف موضح بالرومنة الكورية المنقحة المتبعة في كوريا الجنوبية، مع أقرب نطق مقابل بالعربية. تُوصف الأحرف المشددة بكلمة سانغ والتي تعني «مزدوج».
| الحرف                   | ㄱ      | ㄲ           | ㄴ     | ㄷ     | ㄸ           | ㄹ     | ㅁ     | ㅂ     | ㅃ           | ㅅ             | ㅆ                         | ㅇ      | ㅈ     | ㅉ           | ㅊ      | ㅋ     | ㅌ     | ㅍ     | ㅎ     |
| الاسم                   | 기역    | 쌍기역       | 니은   | 디귿   | 쌍디귿       | 리을   | 미음   | 비읍   | 쌍비읍       | 시옷           | 쌍시옷                     | 이응    | 지읒   | 쌍지읒       | 치읓    | 키읔   | 티읕   | 피읖   | 히읗   |
| الرومنة الكورية المنقحة | gi-yeok | ssang-giyeok | ni-eun | digeut | ssang-digeut | ri-eul | mi-eum | bi-eup | ssang-bi-eup | si-ot (shi-ot) | ssang-si-ot (ssang-shi-ot) | 'i-eung | ji-eut | ssang-ji-eut | chi-eut | ḳi-euk | ṭi-eut | p̣i-eup | hi-eut |
| أقرب نطق                | غييوك   | سانغغييوك    | نيين   | ديغت   | سانغديغت     | رييل   | مييم   | بييب   | سانغبييب     | شييوت          | سانغشييوت                  | ايينغ   | جييت   | سانغجييت     | تشييت   | كييك   | تييت   | پييب   | هييت   |

## طريقة كتابة الأحرف
تكتب الأحرف الكورية باستعمال بعض القواعد لكتابة المجموع المتبعة في الكتابة الصينية.

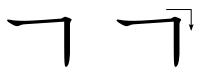
ㄱ (غييوك 기역)
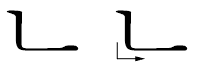
ㄴ (نيين 니은)
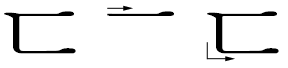
ㄷ (ديغت 디귿)
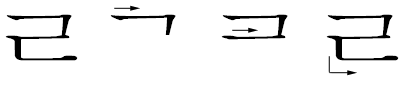
ㄹ (رييل 리을)
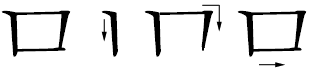
ㅁ (مييم 미음)
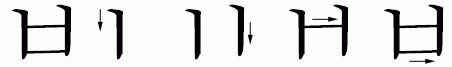
ㅂ (بييب 비읍)
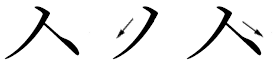
ㅅ (شييت 시옷)
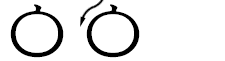
ㅇ (ايينغ 이응)
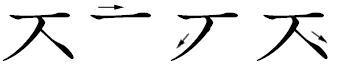
ㅈ (جييت 지읒)
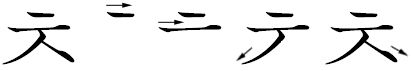
ㅊ (تشييت 치읓)
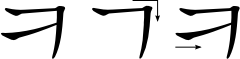
ㅋ (كييك 키읔)
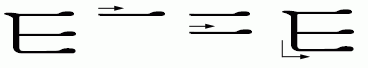
ㅌ (تييت 티읕)
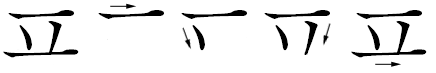
ㅍ (پييب 피읖)
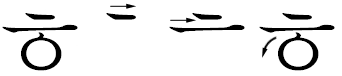
ㅎ (هييت 히읗)
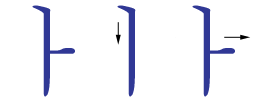
ㅏ (فتح)
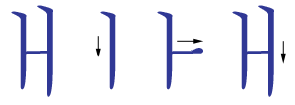
ㅐ (إه)
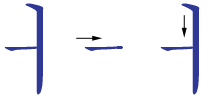
ㅓ (آه)
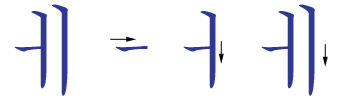
ㅔ (إ)
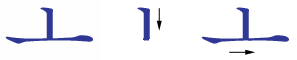
ㅗ (أوه)
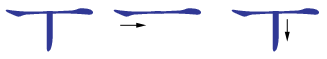
ㅜ (ضم)
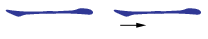
ㅡ (إء)

بالنسبة للأحرف المتحركة المبدوءة بالياء والتي لا تظهر في الصور أعلاه، يضاعف الخط الأفقي فحسب.

## المقروئية
تكون الكلمات أقصر على الصفحة من نظرائها الخطيين، بسبب التجمع المقطعي، وتكون المسافات بين المقاطع مرئية بسهولة (ما قد يساعد على القراءة، إذ يجعل تجزئة الكلمات إلى مقاطع الأمر طبيعيًا للقارئ من تقسيمها إلى صوتيات). نظرًا لأن الأجزاء المكونة للمقطع عبارة عن حروف صوتية بسيطة نسبيًا، فإن عدد الضربات لكل حرف أقل في المتوسط من الأحرف الصينية. يختلف التعقيد الكتابي للمجموعات المقطعية الكورية بالتناسب المباشر مع التعقيد الصوتي للمقطع، على عكس المقاطع، مثل: كانا اليابانية أو الرسوم اللفظية الصينية، التي لا يشفر أي منها الصوتيات المكونة للمقطع اللفظي. تسمح الحروف الهجائية الكورية للقارئ» باستخدام كل من المجالات البصرية الأفقية والعمودية«، على عكس الحروف الأبجدية الخطية، مثل: تلك المستمدة من اللاتينية. أخيرًا، نظرًا لتمثيل المقاطع الكورية على أنها مجموعات من الصوتيات ورسومات كتابية ذات مظهر فريد، فإنها تسمح باسترجاع بصري وسمعي للكلمات من المعجم.